# 새한 BD
새한 BD는 새한자동차(한국GM의 전신)의 프론트 전방엔진 버스다. 1973년 6월에 출시되어서 1977년에 후속 차종인 BF101의 출시로 단종되었다.

## 세부 종류

### BD50DL (1973년~1975년)
GMK(새한자동차의 전신) 시절인 1973년 6월에 출시된 차종으로, 이스즈의 차대와 D920 디젤 엔진(175마력, 9203cc)을 이용하여 1975년 12월까지 생산하였다.

### BD098 (1975년~1977년)
새한자동차의 프론트 전방엔진 버스였다. BD50DL의 엔진을 이스즈 D920에서, 한국기계(현 두산인프라코어)에서 면허생산한 MAN D0846HM(168마력, 7255cc)로 변경하고, 페이스 리프트가 이루어진 차종이다. 측면 승객창문 배열이 5칸 형식으로 되어 있으며 다만 운전석쪽 측면 맨 마지막 창문쪽에는 비상문이 설비되어 있었다.
1975년 12월에 도시형/자가용으로 출시되어서 1976년 후반에는 GM코리아가 새한자동차로 사명을 변경하면서 앞부분은 'S M C' 후면은 새한자동차의 CI와 함께 'S A E  H A N'이라는 로고 타입으로 변경되었으며 1977년에 단종되고 도시형은 BF101로 이어졌다. 서울시내버스에서는 1984년까지 운행하였다.

### BD101 (1976년~1977년)
BD098의 전장을 늘린 자가용/시외/관광용 차량으로 BD098이랑 큰 차이는 없으며 다만 BD098이 측면 승객창문 배열이 5칸이었던 반면 BD101은 출입문쪽 측면의 경우 "맨 앞 비스듬한 큰창문/중문/작은창문/큰창문/큰창문/작은창문/큰창문" 순서였고, 운전석쪽 측면의 경우 "운전석 비상문을 겸한 창문/작은보조창/큰창문/큰창문/큰창문/후방 비상문/큰창문" 순서였다. BD098이랑 마찬가지로 지엠코리아의 프론트 전방 엔진 버스였다. 1976년 1월에 출시되었으며, 같은 해 후반에는 GM코리아가 새한자동차로 사명을 변경하면서 앞부분은 'S M C' 후면은 새한자동차의 CI와 함께 'S A E  H A N'이라는 로고 타입으로 변경되었으며, 1977년 후반에 전륜을 약간 뒤로 이동시켜 전문 설치가 가능하게 개량한 BF101의 출시로 단종되었다. 엔진은 BD098과 같은 D0846HM 엔진으로, 후속인 BF101에 그대로 인계된다.